# Walt Disney Imagineering
Walt Disney Imagineering es una organización independiente perteneciente a la compañía The Walt Disney Company creada por el propio Walt Disney, junto con Disneyland el 16 de diciembre de 1952, bajo el nombre original de WED Enterprises (iniciales de Walter Elias Disney).
Son los encargados de desarrollar planes para parques temáticos Disney y su consiguiente gestión del patrimonio. Es conocido como Walt Disney Imagineering (WDI), Disney Imagineering, o simplemente Imagineering y, en ocasiones, firman negocios como Theme Park Productions, Inc.

## Sedes de Walt Disney Imagineering
| Ciudad/parque-Resort                                                        | Provincia/estado | País           |
| Glendale (California)                                                       | California       | Estados Unidos |
| Epcot, y Disney's Hollywood Studios en Walt Disney World                    | Florida          | Estados Unidos |
| Edificio de administración en el Tokio Disney Resort                        | Chiba            | Japón          |
| Antigua oficina de Walt Disney Animation Studios en Disneyland Resort Paris | Isla de Francia  | Francia        |
| Oficina Walt Disney Imagineering Hong Kong en Hong Kong Disneyland          | Hong Kong        | China          |

## Proyectos en los que se está trabajando actualmente

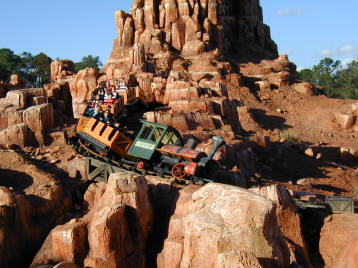
Thunder mountain en Magic Kingdom

| Proyecto                               | Parque/Resort                 | fecha de apertura |
| -------------------------------------- | ----------------------------- | ----------------- |
| Dumbo's Flying Circus                  | Magic Kingdom                 | 2012              |
| Mystic Point                           | Hong Kong Disneyland Park     | 2013              |
| Pixie Hollow                           | Magic Kingdom                 | 2013              |
| Ratatouille's Nightmare                | Walt Disney Studios           | 2012              |
| Cinderella's Chateau                   | Magic Kingdom                 | 2012              |
| Belle's Cottage (Beauty and the Beast) | Magic Kingdom                 | 2012              |
| The Little Mermaid: Ariel's Adventure  | Magic Kingdom                 | 2012              |
| The Beast's Castle                     | Magic Kingdom                 | 2012              |
| Buena Vista Street                     | Disney's California Adventure | 2012              |
| Radiator Springs Racers                | Disney's California Adventure | 2012              |
| Luigi's Roamin' Tires                  | Disney's California Adventure | 2012              |
| Mater's Junkyard Jamboree              | Disney's California Adventure | 2012              |
| Disney Fantasy                         | Disney Cruise Line            | 2012              |
| Grizzly Gulch                          | Hong Kong Disneyland Park     | 2012              |
| Toy Story Midway Mania!                | Tokyo DisneySea Park          | 2012              |
| The Little Mermaid: Ariel's Adventure  | Disney's California Adventure | 2011              |
| Disney Dream                           | Disney Cruise Line            | 2011              |
| Mickey's PhilharMagic                  | Tokyo Disneyland Park         | 2011              |
| Star Tours 2                           | Disneyland Park               | 2011              |
| Star Tours 2                           | Disney's Hollywood Studios    | 2011              |
| Toy Story Land                         | Hong Kong Disneyland Park     | 2011              |
| Disney's World of Color                | Disney's California Adventure | 2010              |
| Silly Symphony Swings                  | Disney's California Adventure | 2010              |
| Goofy’s Sky Skool                      | Disney's California Adventure | 2010              |
| Toy Story Playland                     | Walt Disney Studios Park      | 2010              |
| Captain EO                             | Disneyland Park               | 2010              |

## Curiosidades
En la historia de Walt Disney Imagineering hay proyectos realizados fuera de los parques de la compañía, como por ejemplo el restaurante Encounter dentro del Aeropuerto Internacional de Los Ángeles, hicieron un rediseño con temática de ciencia ficción.
Existe una competición anual para estudiantes de diseño y otras áreas artísticas llamada Imaginations, en la que representan sus escuelas y/o universidades y tienen la oportunidad de conseguir un futuro empleo en la compañía.
Por otra parte, son los dueños bajo patente, de los famosos robots Audio-Animatronics utilizados en varias de sus atracciones; siendo unos de los primeros ejemplares mostrado al público uno basado en 16.º presidente de los Estados Unidos, Abraham Lincoln, en la Feria mundial Nueva York 1964.
Buena parte de las ventanas de Main Street USA en los distintos parques temáticos de Disney están dedicadas precisamente a célebres Imagineers como homenaje a su contribución creativa.